# Webocton-Scriptly
Webocton-Scriptly ist ein Freeware-HTML-Editor für Windows-Betriebssysteme, der auf das Schreiben von HTML (eine textbasierte Auszeichnungssprache) und PHP-Quelltext ausgelegt ist. Dieser wird in zwei Versionen angeboten. Zum einen in der Standard-Version, und zum anderen in der Compact-Version, die zum Einsatz auf dem USB-Stick (Daten werden in Programm-Verzeichnis gespeichert) benutzbar ist.

## Funktionen
Webocton-Scriptly unterstützt Syntaxhervorhebung für HTML, PHP, CSS, JavaScript, Smarty, SQL, XML und INI. Jedoch werden einige neue CSS3 Bestandteile nicht unterstützt und daher im Editor nicht richtig dargestellt. Mehrzeilige Snippets und belegbare Tastenkürzel sind einfügbar und editierbar. Hyperlinks, hexadezimale Farbdefinition, Uhrzeit, MD5 sowie komplette HTML-Tabellen und Kommentare sind per Klick einfügbar.
Das Programm verfügt über einen Dateibrowser mit FTP-Clienten. Die Projekt-Verwaltung hat ein Include-System und weitere Merkmale. Die Suchen- und Ersetzen-Funktion funktioniert auch für mehrere Dateien mit Auflistung der kompletten Ergebnisse. Die PHP-Funktions- und die HTML-Tagliste zum schnellen Einfügen von Code arbeitet auch per Drag and Drop. Für PHP-Funktionen wird Parameter-Einblendung angeboten. Die umfangreiche Code-Vervollständigung zeigt Tags, Parameter, PHP-Variablen, Funktionen und CSS-Befehle an.
Webocton-Scriptly hat außerdem einen HTML-Taginspektor, einen Code-Browser, einen MySQL-Assistent, einen Hex-Viewer und einen Bildbetrachter. Das Programm bietet Window-Splitting und Druck-Vorschau an. Auf Wunsch bietet es ein automatisches Ersetzen von Umlauten etc. während der Eingabe an.
Der Funktionsumfang ist durch Plug-ins erweiterbar.
Scriptly lässt sich mit Wine auf Linuxrechnern installieren und betreiben.
Die letzte Version des Editors (0.8.95.6) stammt vom 25. November 2010. Ausweislich der Aussagen auf der Webseite des Programmierers wird das Programm z. Z. nicht mehr weiterentwickelt.